# Skip Sempé
Pour les articles homonymes, voir Sempé.
Skip Sempé, né le 8 mars 1958 à San Diego, Californie, est un claveciniste et chef d'orchestre franco-américain.

## Biographie
Skip Sempé naît le 8 mars 1958 à San Diego. 
Il passe sa jeunesse à La Nouvelle-Orléans, avant d'aller étudier la musique à l'Oberlin College Conservatory of Music, jusqu'en 1980. Il part ensuite se perfectionner en Europe, auprès de Gustav Leonhardt à Amsterdam, notamment,. 
En 1986, il fonde à Paris Capriccio Stravagante, qu'il dirige du clavecin. L'ensemble devient une formation référence des ensembles spécialisés dans le répertoire baroque et Renaissance. 
Comme interprète, Skip Sempé renoue au clavecin avec la tradition du virtuose improvisateur. 
En sus de Capriccio Stravagante, il forme un ensemble élargi, le Capriccio Stravagante Renaissance Orchestra, qui regroupe des voix solistes et un chœur qui se consacrent au répertoire de 1500 à 1650, ainsi que Capriccio Stravagante Les 24 Violons,. 
Skip Sempé est aussi directeur artistique du label Paradizo, qu'il a fondé en 2006, du Festival Terpsichore de Paris depuis 2014 ainsi que de la Piccola Accademia di Montisi (en) depuis 2015, et a notamment été artiste en résidence du festival de musique ancienne d’Utrecht en 2010 et de Bozar à Bruxelles,. 
En 2021, il est nommé chevalier des Arts et des Lettres.